# ハミルトン・グリーン
ハミルトン・ベラル・グリーン（Hamilton Belal Green、1934年11月9日-）は、ガイアナの政治家である。1985年8月6日から1992年10月9日まで、人民民族会議が圧政を行っていた時代にガイアナ共和国首相を務めた。ジョージタウン出身であり、ジョージタウンの市長も務めた。グリーンは、1992年にジミー・カーター大統領の監視の下、ガイアナで初めて行われた自由で公正な選挙の際に引退した。
1993年3月、グリーンは、政党を追放されたことで憲法上の権利を侵害されたとして、人民民族会議を訴えた。この後、彼は独自の政党民主フォーラムを立ち上げた。
2003年、彼は、文鮮明の主催したワールド・リーダーズ・サミットに出席した。また、彼は天宙平和連合の評議会のメンバーである。